# Cyathopus sikkimensis
Cyathopus sikkimensis är en gräsart som beskrevs av Otto Stapf. Cyathopus sikkimensis ingår i släktet Cyathopus, och familjen gräs. Inga underarter finns listade i Catalogue of Life.